# August Schupp
Philipp Jakob August Schupp (* 28. November 1881 in Bornich im Rhein-Lahn-Kreis; † 28. September 1955 ebenda) war ein deutscher Landwirt und Mitglied des Provinziallandtages der Provinz Hessen-Nassau.

## Leben
August Schupp wurde als Sohn des Landwirts Philipp Peter Schupp (1856–1931) und dessen Ehefrau Elisabeth Katharine Becker (1861–1931) geboren und machte nach dem Besuch der Volksschule eine Landwirtschaftslehre im elterlichen Betrieb. 
Er übernahm den Hof und betrieb später neben der Landwirtschaft Weinbau und ein Textil- und Kurzwarengeschäft, war politisch engagiert und wurde Mitglied der Christlich-Nationalen Bauern- und Landvolkpartei und war in den 1920er Jahren  mit der Leitung der Sammelstelle der Nassauischen Landesbank beauftragt. Von 1930 bis 1932 hatte er ein Mandat für den Nassauischen Kommunallandtag bzw. für den Provinziallandtag der Provinz Hessen-Nassau, wo er für den Kreis St. Goarshausen Mitglied des Beamten- und Eingabeausschusses war. 
Der Landtag hatte 52 Abgeordnete: 15 SPD, 11 Hessische Arbeitsgemeinschaft, 6 Zentrum,  5 Christlich-Nationale Bauern- und Landvolkspartei, 3 KPD, 3 NSDAP, 3 Wirtschaftspartei, 2 DVP und 2 DDP
Von 1934 an leitete er die Winzergenossenschaft „Loreley“ Bornich.